# Papilio homerus
Papilio homerus – gatunek motyla z rodziny paziowatych (Papilionidae). Występuje wyłącznie na Jamajce, szczególnie w Górach Błękitnych na wschodzie wyspy, oraz w lasach położonych w jej zachodniej części. Gatunek ten uważany jest za największego przedstawiciela rzędu Lepidoptera na półkuli zachodniej. Osiąga on bowiem średnią rozpiętość skrzydeł do 15 cm.
Papilio homerus jest gatunkiem zagrożonym wyginięciem. Jest on bowiem gatunkiem endemicznym, mającym obecnie tylko dwie swoje populacje. Jednym z głównych zagrożeń jest dla niego komercyjne rolnictwo.